# Ferbane
Ferbane (iriska: Féar Bán) är en liten stad på den norra banken av floden Brosna i Offaly på Irland, beläget mellan Birr och Athlone. Det engelska namnet kommer från det iriska som betyder vitt gräs. 